# Lagunasia
Lagunasia (ラグナシア, Ragunashia) est un parc d'attractions situé à Gamagōri au Japon et qui comprend un centre nautique et les montagnes russes Aqua Wind Pirates Blast et Stellar Coaster. Lagunasia est aussi le premier parc de jeu de rôles Magiquest (en) situé hors des États-Unis.
Le parc a ouvert le 25 avril 2002. Les installations du parc se trouvent dans la lagune de Gamagōri qui était une zone de rénovation urbaine autour des côtes de la ville.

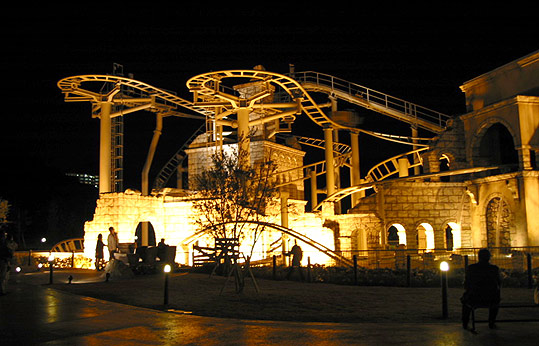
Aqua Wind